# Willy Hagara
Willy Hagara (* 4. Juni 1927 in Wien; † 15. Mai 2015 in Wiesbaden) war ein österreichischer Schlagersänger und Schauspieler.

## Leben
Willy Hagara wuchs in Wien auf und begann 1941 eine Ausbildung zum Postbeamten. Anschließend wurde er zum Arbeitsdienst eingezogen und war während des Zweiten Weltkrieges Soldat bei der deutschen Luftwaffe. Nach Kriegsende arbeitete Hagara wieder bei der Post und nahm nebenher Gesangsstunden und Schauspielunterricht. 1946 gewann er einen Schlagerwettbewerb im Wiener Kongresshaussaal, worauf er ein Engagement als Aushilfssänger beim Orchester Johannes Fehring erhielt. 1948 wurde daraus eine Festanstellung, und Hagara entwickelte sich zu einem populären Sänger jener Zeit. Nach ersten Schallplattenaufnahmen bei der österreichischen Plattenfirma Harmona nahm ihn 1953 die österreichische Philips unter Vertrag, bei der 1954 Hagaras erster Plattenerfolg mit dem Titel „Diesmal muss es Liebe sein“ veröffentlicht wurde.
Ein Jahr später wurde er von Philips Deutschland übernommen, wo er bis 1963 unter Vertrag stand. Nachdem er 1958 mit dem Titel „Casetta in Canada“, der Platz drei in den Hitlisten erreichte, seinen größten Plattenerfolg hatte, erlebte er seine erfolgreichste Phase im Plattengeschäft von Mitte 1960 bis Mitte 1962, in der sich jede Single in Hitparaden wiederfand. Nachdem der Titel „Caterina“ im Juli 1962 Platz sieben erreicht hatte, war Hagaras Erfolgsstrecke zu Ende, denn keine seiner nachfolgenden Platten erreichte mehr die Hitlisten. 1959 verpasste Hagara mit dem Titel „Mandolinen und Mondschein“ einen größeren Erfolg, weil Philips die Single zu spät veröffentlicht hatte. Während die Polydorversion mit Peter Alexander schon Mitte März in den Hitlisten auftauchte und schließlich Platz drei erreichte, brachte Philips Hagaras Single erst drei Wochen später auf den Markt, und sie erreichte als Nachzügler nur noch den 14. Hitparadenplatz. 1963 endete sein Plattenvertrag mit Philips, und Hagara wechselte zu Electrola, wo er vom Erfolgsproduzenten Heinz Gietz betreut wurde. Es wurden bis 1966 acht Singles produziert, die aber alle unnotiert blieben. Electrola veröffentlichte auch Hagaras erste Langspielplatte, wo er unter dem Titel „I bin halt a echt's Weaner Kind“ Wiener Lieder sang. Weitere Singles erschienen bis 1973 bei kleineren Plattenfirmen. Danach beendete Hagara seine Schallplattenkarriere. Diese hinterließ auch Spuren in der DDR, wo die volkseigene Plattenfirma Amiga zwischen 1959 und 1961 fünf Singles herausgab. Dabei kam Hagaras Titel jeweils auf die A-Seite, während die B-Seite mit einer DDR-Produktion bestückt wurde. Unter Hagaras Aufnahmen waren unter anderem seine Erfolgstitel „Mandolinen und Mondschein“ sowie „Pepe“.
Wie üblich trat Hagara, nachdem er in den 1950er Jahren an Popularität gewonnen hatte, in zahlreichen Kinofilmen auf. Seine erste Rolle erhielt er 1957 in dem Heimatfilm „Weißer Holunder“, und 1961 war er bei seinem letzten Kinoauftritt in dem Musikfilm „Ramona“ der Hauptakteur unter den auftretenden Sängern. Später hatte Hagara bis 1980 zahlreiche Fernsehauftritte, darunter auch in mehreren Fernsehfilmen.
Seit den 1960er Jahren lebte Willy Hagara im Rheingau. 1969 hinterließ ihm sein aus Ungarn stammender Vater ein Millionenerbe, zu dem unter anderem eine Villa und mehrere Mietgrundstücke in Wien gehörten. 1986 zog sich Willy Hagara nach dem Tod seiner Frau endgültig aus dem Showgeschäft zurück, trat aber sporadisch immer wieder in TV-Musikerinnerungssendungen auf, so z. B. 1996 bei Melodien für Millionen, die von Dieter Thomas Heck moderiert wurde.

## Diskografie
Singles

| Jahr | Titel Album                          | Höchstplatzierung, Gesamtwochen/‑monate, AuszeichnungChartsChartplatzierungen (Jahr, Titel, Album, Platzierungen, Wochen/Monate, Auszeichnungen, Anmerkungen) | Anmerkungen                      |
| Jahr | Titel Album                          | DE | Anmerkungen                      |
| ---- | ------------------------------------ | --- | -------------------------------- |
| 1955 | Sie heißt Susanne-sanne-sanne –      | DE5 (2 Mt.)DE | Charteinstieg: 1. Mai 1955       |
| 1956 | Eine Kutsche voller Mädels –         | DE5 (5 Mt.)DE | Charteinstieg: 1. Januar 1956    |
| 1956 | Der Schmied von Palermo –            | DE22 (1 Mt.)DE | Charteinstieg: 1. November 1956  |
| 1958 | Casetta in Canada –                  | DE4 (5 Mt.)DE | Charteinstieg: 1. Januar 1958    |
| 1958 | Nur in Portofino –                   | DE20 (1 Mt.)DE | Charteinstieg: 1. April 1958     |
| 1959 | Dinge-dange-dong macht die Gitarre – | DE53 (1 Mt.)DE | Charteinstieg: 1. Dezember 1959  |
| 1960 | Ich habe sieben Bräute –             | DE35 (2 Mt.)DE | Charteinstieg: 1. Januar 1960    |
| 1960 | Freunde fürs Leben –                 | DE8 (1 Mt.)DE | Charteinstieg: 1. November 1960  |
| 1961 | Karneval in Portugal –               | DE48 (1 Mt.)DE | Charteinstieg: 1. Februar 1961   |
| 1961 | Pepe –                               | DE3 (4 Mt.)DE | Charteinstieg: 1. März 1961      |
| 1961 | Liebe kleine Stadt –                 | DE18 (3 Mt.)DE | Charteinstieg: 1. August 1961    |
| 1961 | Mach’s doch so wie Aladin –          | DE30 (2 Mt.)DE | Charteinstieg: 1. September 1961 |
| 1961 | Er hat schon wieder etwas Neues –    | DE42 (1 Mt.)DE | Charteinstieg: 1. November 1961  |
| 1962 | Du spielst ’ne tolle Rolle –         | DE50 (1 Mt.)DE | Charteinstieg: 1. März 1962      |
| 1963 | Caterina –                           | DE7 (4 Mt.)DE | Charteinstieg: 1. Juli 1963      |

## Filmografie
- 1954: Rosen aus dem Süden
- 1957: Weißer Holunder
- 1958: Liebe, Mädchen und Soldaten
- 1959: Mein ganzes Herz ist voll Musik
- 1959: Der Haustyrann
- 1959: Laß mich am Sonntag nicht allein
- 1959: Paprika
- 1961: Ramona